# 纽伦堡音乐学院
纽伦堡音乐学院（德語：Hochschule für Musik Nürnberg）（前身为纽伦堡-奥格斯堡音乐学院）是一所坐落于德国纽伦堡的音乐学院，学院的一部分建筑位于奥格斯堡。

## 学院简介
1998年，位于纽伦堡的名歌手音乐学院和位于奥格斯堡的利奥波德·莫扎特音乐学院合并成纽伦堡音乐学院。名歌手音乐学院的历史可追溯至1821年由约翰内斯·沙勒于纽伦堡创办的市立歌唱学院，其后来成为国家音乐学院(1883年)，并于1972年改为名歌手声乐及音乐学院。

## 学院课程
纽伦堡音乐学院提供管弦乐器、爵士乐、流行乐、歌唱、歌剧、音乐教育、指挥和作曲的本科和研究生学位。

## 校史名人
部分杰出校友及杰出教师列表。
| - Werner Andreas Albert (conductor) - Measha Brueggergosman (singer) - Willi Domgraf-Fassbaender (singer) - Werner Egk (composer and conductor) - Brigitte Fassbaender (singer) - Peter Herbolzheimer (trombonist) | - Claus Ogerman (composer) - Nicolás Pasquet (conductor) - Karl Schmitt-Walter (singer) - Magda Schneider (actress) - Elisabeth Scholl (soprano) - Irmgard Seefried (singer) |